# Alina Astafei
Alina Astafei-Kreißig (geb. Galina Astafei; * 7. Juni 1969 in Bukarest) ist eine ehemalige Hochspringerin, die zunächst für Rumänien und dann für Deutschland startete.

## Karriere
Noch als Juniorin war Astafei 1988 in die Reihe der Zwei-Meter-Springerinnen aufgerückt; ihre Bestleistung im Freien von 2,01 m erzielte sie 1995 gleich zwei Mal: in Wörrstadt am 27. Mai und am 3. Juli in Paris. Astafeis Hallen-Bestleistung liegt bei 2,04 m. Ihr größter Erfolg bei Olympischen Spielen ist die Silbermedaille 1992 in Barcelona, wo sie 2,00 m übersprang.
Aus politischen und privaten Gründen verließ sie ihr Geburtsland. Am 9. Januar 1995 erhielt sie vom Rumänischen Leichtathletik-Verband die Freigabe zum Verbandswechsel. Seit 1. März 1995 besitzt sie die deutsche Staatsbürgerschaft. Eine gute Woche später wurde sie in Barcelona Hallenweltmeisterin mit übersprungenen 2,01 m. Bei den Freiluftweltmeisterschaften, die im selben Jahr in Göteborg ausgerichtet wurden, gewann sie mit 1,99 m Silber. 1995 (1,98 m) und 1996 (1,94 m) wurde Astafei erstmals Deutsche Meisterin. Sie konnte diesen Titel 1998 (1,88 m) und 2001 (1,84 m) erneut gewinnen.
Alina Astafei startete in Deutschland für den USC Mainz (1995–1997) und die MTG Mannheim (ab 1998; Trainer: Dan Vlădescu). Sie ist 1,81 m groß und wog zu Wettkampfzeiten 62 kg.

## Privates
Astafei hat ein Kind aus erster Ehe mit dem rumänischen Volleyball-Nationalspieler Alin Stavariu und ist in zweiter Ehe mit dem Richter und ehemaligen Hochspringer Wolfgang Kreißig verheiratet, mit dem sie drei weitere Kinder hat. Sie lebt in Stuttgart. Astafeis Vater ist der ehemalige rumänische Rekordhalter im Stabhochsprung, Petre Astafei. Ihr Bruder Petre war Rugbyspieler bei Rapid Metrorex Bukarest und wurde im Alter von 22 Jahren während der rumänischen Revolution im Dezember 1989 erschossen.

## Persönliche Bestleistungen

### Rumänien
- Freiluft: 2,00 m, 29. Juli 1988, Sudbury
  - Halle: 2,02 m, 4. März 1994, Berlin

### Deutschland
- Freiluft: 2,01 m, 27. Mai 1995, Wörrstadt
  - Halle: 2,04 m, 3. März 1995, Berlin

## Sportliche Erfolge
- 1986, Juniorenweltmeisterschaften: Platz 2 (1,90 m)
- 1987, Junioreneuropameisterschaften: Platz 2 (1,88 m)
- 1988, Olympische Spiele: Platz 5 (1,93 m); Juniorenweltmeisterschaften: Platz 1 (2,00 m)
- 1989, Halleneuropameisterschaften: Platz 1 (1,96 m); Weltcup-Finale: Platz 3 (1,94 m); Europacup-Finale: Platz 1 (2,00 m); Universiade: Platz 1 (1,91 m)
- 1990, Halleneuropameisterschaften: Platz 3 (1,94 m)
- 1992, Olympische Spiele: Platz 2 (2,00 m); Weltcup-Finale: Platz 2 (1,91 m)
- 1993, Weltmeisterschaften: Platz 4 (1,94 m); Europacup-Finale: Platz 1 (2,00 m)
- 1995, Weltmeisterschaften: Platz 2 (1,99 m); Hallenweltmeisterschaften: Platz 1 (2,01 m); Europacup-Finale: Platz 1 (2,00 m)
- 1996, Olympische Spiele: Platz 5 (1,96 m); Europacup-Finale: Platz 1 (1,98 m); Halleneuropameisterschaften Platz 1 (1,98 m)
- 1997, Weltmeisterschaften: Platz 4 (1,95 m)
- 1998, Europameisterschaften: Platz 3 (1,95 m); Halleneuropameisterschaften: Platz 2 (1,94 m); Weltcup-Finale: Platz 6 (1,90 m); Europacup-Finale: Platz 2 (1,95 m)
- 2001, Europacup-Finale: Platz 1 (1,89 m)